# Epomophorus grandis
Epomophorus grandis é uma espécie de morcego da família Pteropodidae. Pode ser encontrada no Congo e na Angola.